# Piccolo corpo
Piccolo corpo è un film del 2021 diretto da Laura Samani.

## Trama
Fine '800, in un piccolo centro di pescatori lagunari del Friuli: Agata affronta un travaglio difficile e la bambina nasce già morta, senza aver mai respirato. Per questo, il battesimo non può essere fatto e l'anima della bambina è destinata al Limbo. Agata però viene a sapere che sulle montagne del nord pare ci sia un santuario dove è possibile resuscitare i bambini per un tempo limitato ma sufficiente a battezzarli. Agata, lasciata sola dal marito e dai compaesani, si mette in viaggio con il corpo della figlia nascosto in una scatola di legno. Durante il percorso incontra Lince, una persona enigmatica, che conosce bene i luoghi e che le offre il suo aiuto, ma chiedendo in cambio il contenuto della scatola. Lince si rivela essere una ragazza che si è ribattezzata da sola. Venuta a conoscenza del contenuto della scatola, Lince si rifiuta di aiutare ancora Agata che quindi prosegue il viaggio, di nuovo sola. Quando è ormai vicina al risultato, mentre attraversa il lago che la condurrà al santuario, Agata sceglie di interrompere il viaggio e si getta in acqua. Lince ritrova il corpo della bambina e la porta nel santuario. Grazie alla grande prova di fede di Lince, la neonata ottiene il miracolo, respira una sola volta e viene battezzata.

## Produzione
Il film è stato girato in Friuli Venezia Giulia e in Veneto, nello specifico il percorso della protagonista va dalla laguna di Caorle e Bibione alle montagne della Carnia ed al Lago del Predil, nel Tarvisiano.

### Riprese
Il film è stato girato in continuità cronologica. Eventi come la nevicata nella seconda parte del lungometraggio sono infatti casuali e reali. Le riprese sono prevalentemente effettuate con camera a mano per restituire allo spettatore una forte vicinanza con i personaggi.

### Lingua
Tutto il film è recitato in lingua friulana e dialetto veneto, con alcuni dialoghi in sloveno nella parte centrale.

## Distribuzione
Il film è stato presentato al Festival di Cannes 2021 in concorso alla Settimana internazionale della critica e fuori concorso al 39º Torino Film Festival; nelle sale italiane è uscito il 10 febbraio 2022.

## Riconoscimenti
- 2021 – Festival di Cannes
  - Candidatura Grand Prix de la Semaine de la Critique
- 2021 – London Film Festival
  - Sutherland Award - Honourable Mention
  - Candidatura Sutherland Award First Feature Competition
- 2021 – Festival de Sevilla
  - Premio del pubblico
- 2021 – Annecy cinéma italien
  - Premio del pubblico
- 2021 – Chéries-Chéris
  - Miglior attore a Celeste Cescutti e Ondina Quadri
- 2022 – David di Donatello
  - Migliore regista esordiente a Laura Sarmani
  - Migliore canzone originale per Piccolo corpo
- 2022 – Globo d'oro
  - Miglior opera prima
- 2022 – Premio Flaiano
  - Vincitore Concorso MIC
- 2022 – Bobbio Film Festival
  - Premio "Gobbo d'oro" al Miglior film
  - Premio Miglior opera prima
  - Premio "Beppe Ciavatta" al Miglior regista o giovane artista esordiente a Laura Samani
- 2022 – Nastro d'argento
  - Candidatura Miglior regista esordiente a Laura Sarmani
- 2022 – European Film Awards
  - Miglior rivelazione
- 2022 – Molodist International Film Festival
  - Premio speciale della Giuria
- 2022 – Dublin International Film Festival
  - Miglior regista a Laura Sarmani
- 2022 – Minneapolis St. Paul International Film Festival
  - Regista emergente a Laura Sarmani
- 2022 – Premio Suso Cecchi D'Amico per la sceneggiatura a Laura Samani, Elisa Dondi e Marco Borromei[2]
- 2023 – Trieste Film Festival
  - Premio SNCCI al miglior film italiano